# Bouées (attraction)
Pour les articles homonymes, voir Bouée (homonymie).

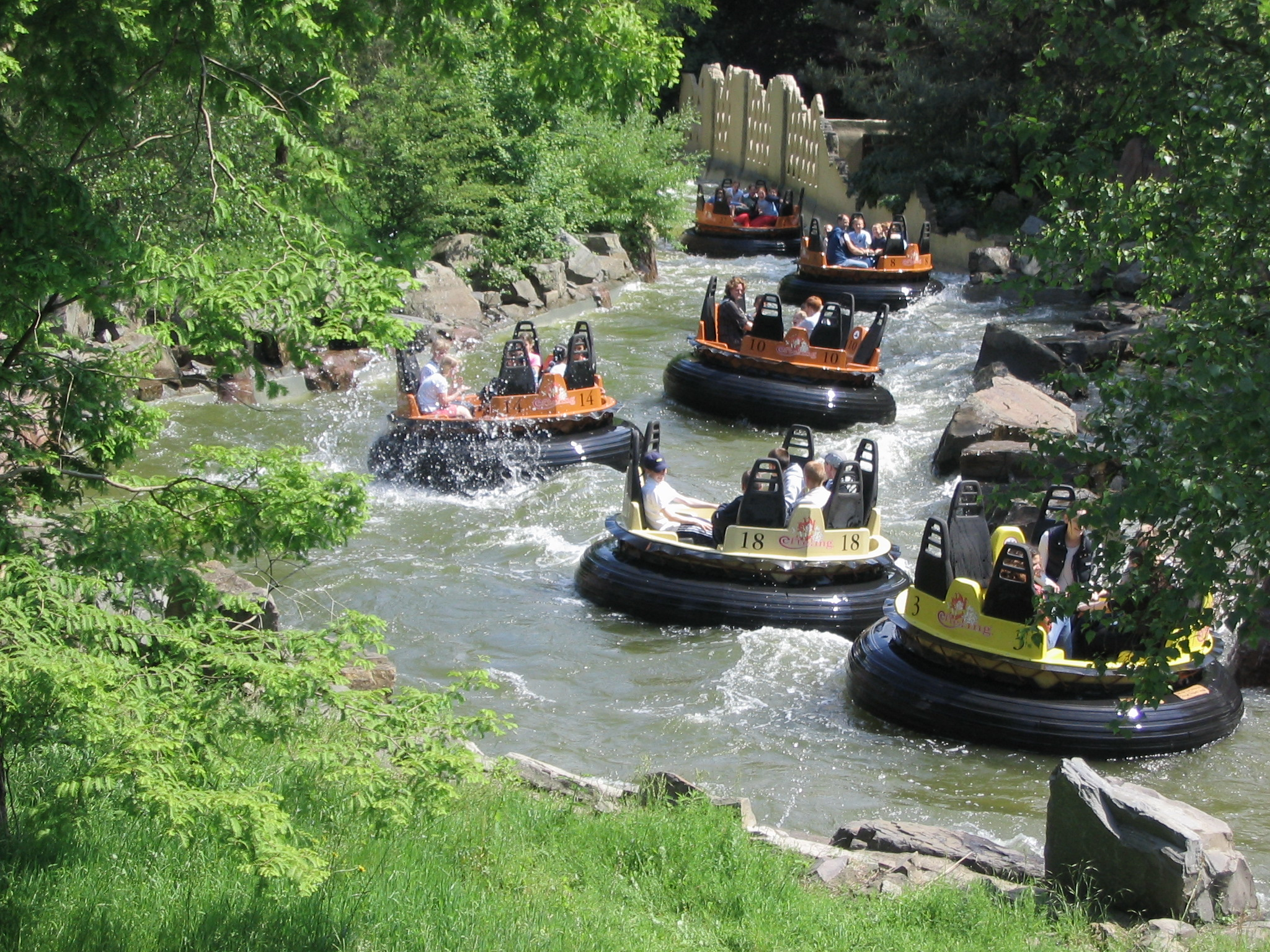
Piraña, 1er rapids ride d'Europe.

Les bouées (en anglais river rafting ride ou river rapids ride) désignent familièrement une attraction aquatique où les passagers prennent place dans une embarcation en forme de bouée géante, qui parcourt un torrent artificiel en circuit fermé, où de nombreuses pompes et mécanismes assurent éclaboussures et sensations.

## Historique
Inspiré par les descentes de rivières rapides en rafting aux États-Unis, le concept de cette attraction est proposé au milieu des années 1970 par Bill Crandall, directeur de Six Flags Astroworld à Houston, et développé par Intamin.
Le parc Astroworld ouvre la première rivière rapide en bouées, nommée Thunder River en 1980. L'attraction devient rapidement populaire et est reproduite dans de nombreux parcs d'attractions. Malgré sa popularité, l'attraction est d'abord la cause d'incidents qui sont toutefois corrigés durant les premières saisons. Ainsi, le système de parechoc des bateaux est modifié, des portions du canal sont réorientées ou bloquées afin de prévenir les problèmes de navigation et un projet de tourbillon est alors supprimé.

## Description

### Technique

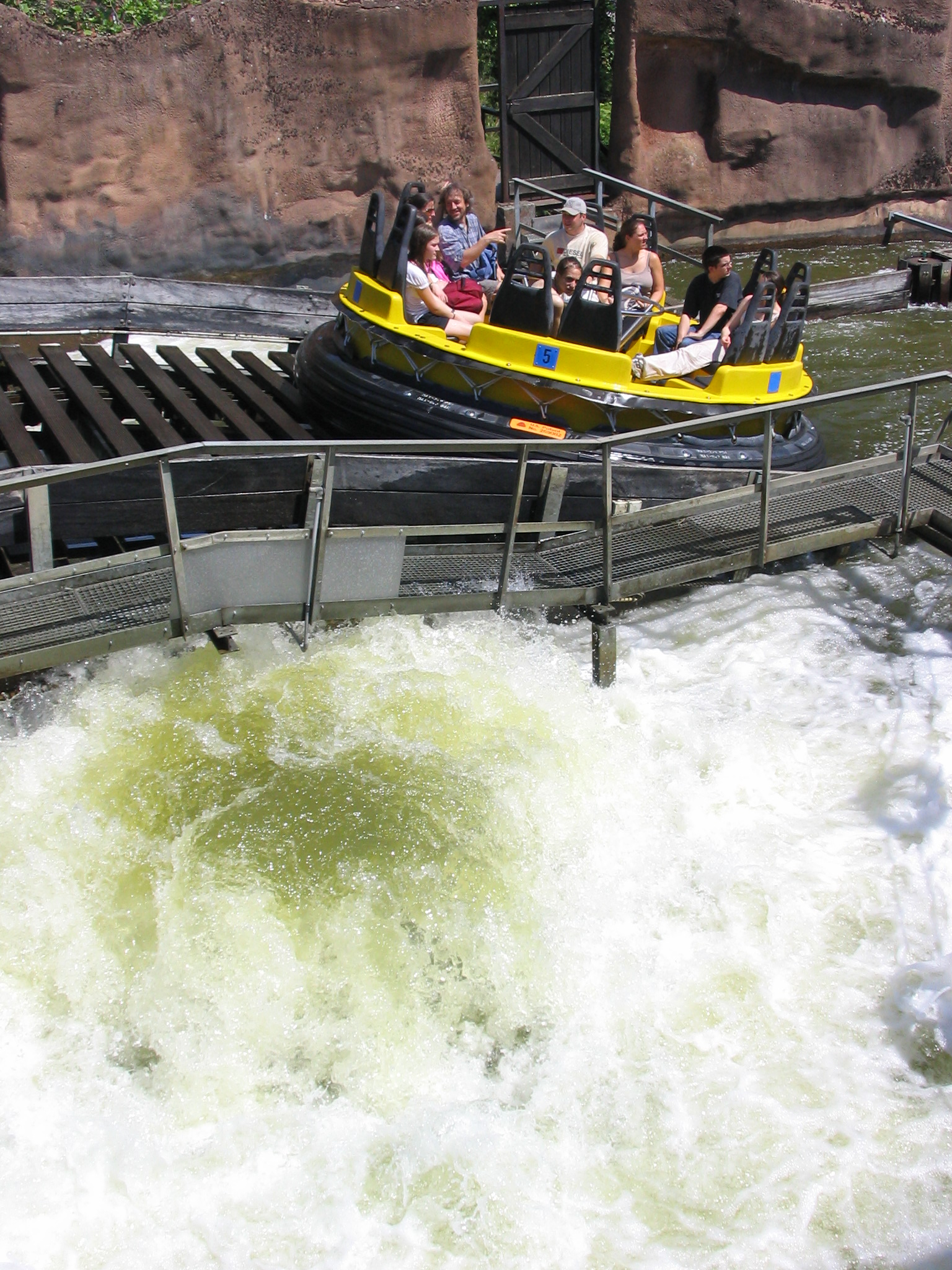
Ascension des bouées en fin de parcours de Rapids Ride et remous des pompes hydrauliques.

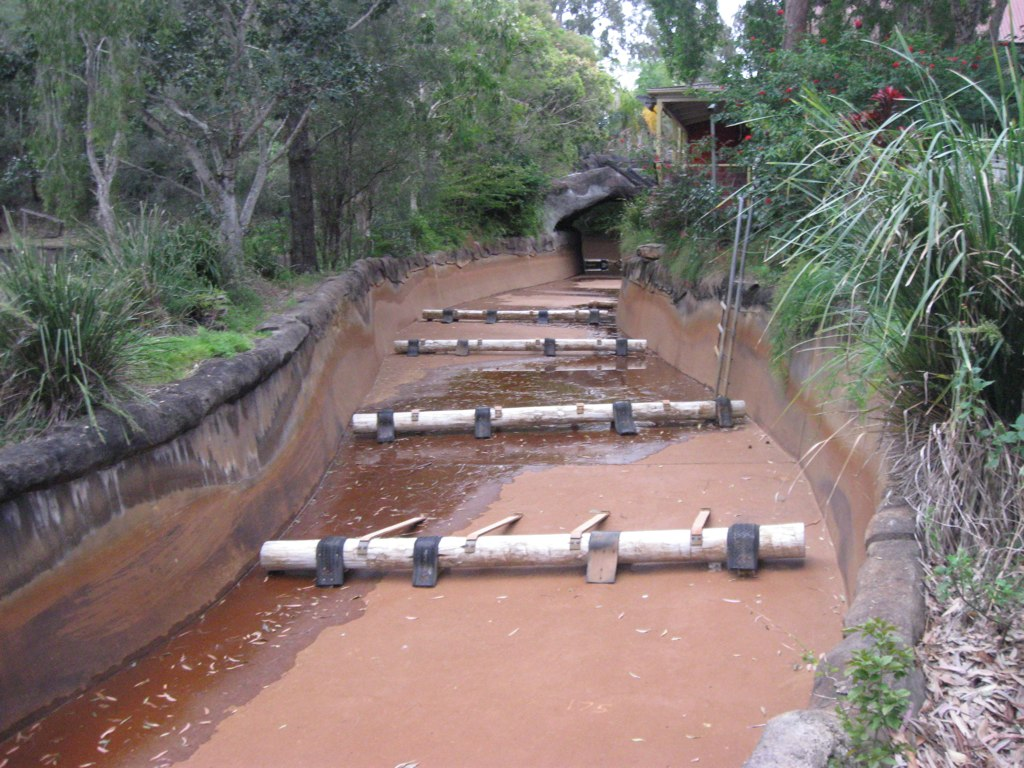
Grands tubes cylindriques fixés au fond du canal.

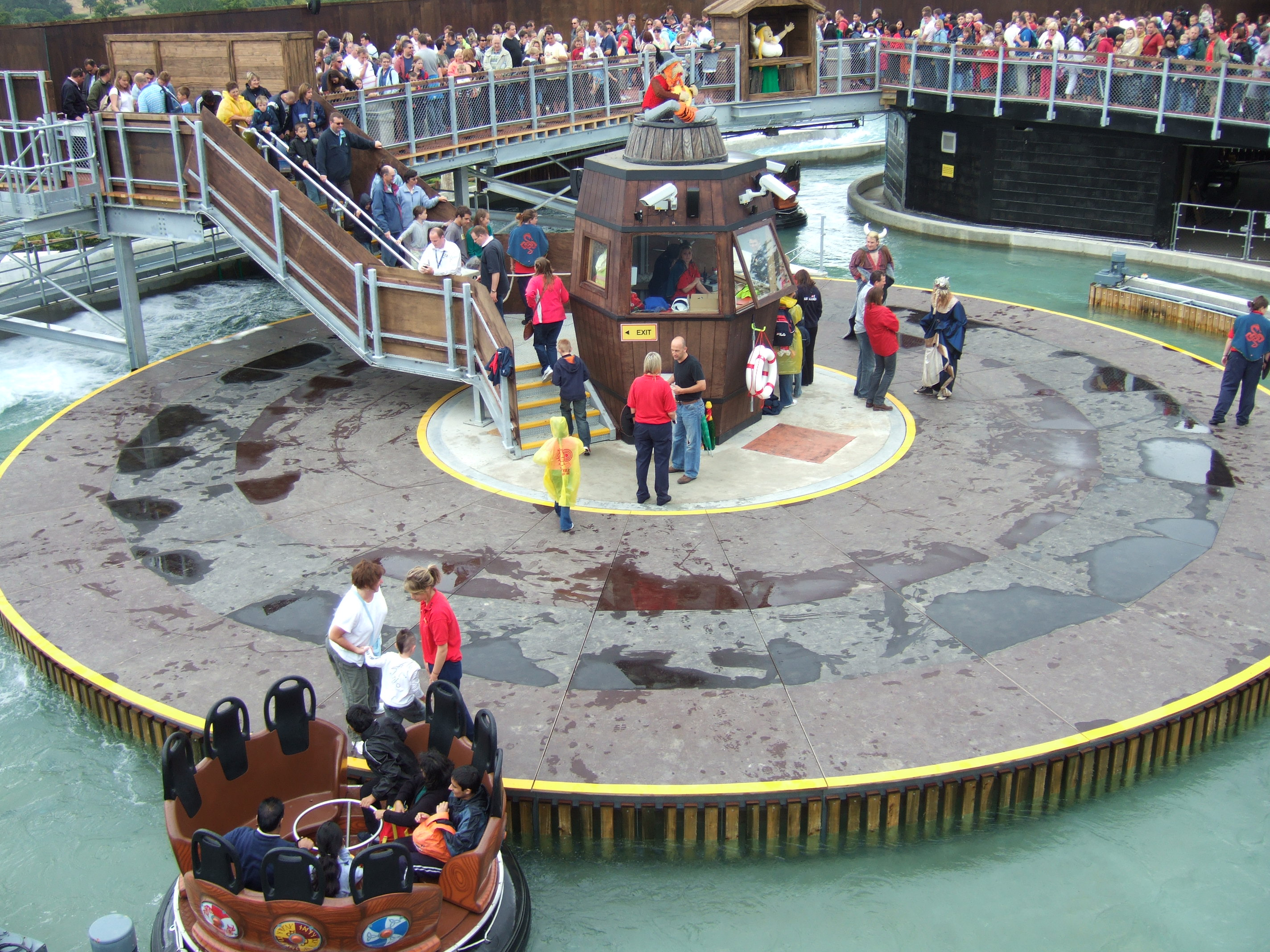
Embarquement via la plateforme rotative.

Le mouvement de l'eau est géré par plusieurs pompes hydrauliques. Ces pompes garantissent un débit total de plusieurs milliers de litres à la seconde,. Les rivières rapides disposent d'un canal en circuit fermé dont la largeur peut varier en fonction des embarcations dont la circonférence est proportionnée, de six à douze à sièges. Généralement, la gare d'embarquement est placée au point le plus élevé du trajet à partir duquel le courant prend une certaine vitesse grâce à la légère pente qui s'étend jusqu'à la fin du circuit. L'embarcation est remontée en début ou en fin de parcours soit par un tapis roulant incliné sur lequel se pose la bouée, soit dans des cas plus rare par un ascenseur. C'est également le lieu où les pompes principales de l'attraction sont logées, elles amènent l'eau du point le plus bas au point le plus haut de la structure.
Les radeaux circulaires sont constitués de deux composantes principales : la nacelle d'embarcation en fibre de verre dans lequel les passagers sont assis et l'anneau en caoutchouc sur lequel la nacelle est fixée. L'anneau en caoutchouc offre une flottabilité ainsi que l'absorption de choc lorsque les radeaux entrent en collision avec un obstacle, se dépassent ou s'entrechoquent. La plupart des radeaux accueillent entre six et douze passagers, assis par groupes de deux ou trois selon le fabricant. Les voyageurs font face au centre du bateau. Les embarcations disposent d'une barre de métal circulaire au centre du radeau qui permet aux passagers de s'accrocher. Le plancher de l'embarcation est situé au-dessus du niveau de l'eau pour permettre le drainage.
Lorsque l'attraction n'est plus en fonction, l'eau n'est plus mise en mouvement et elle s'écoule naturellement vers la fin du parcours et dans le bassin de rétention qui doit la réceptionner. Ceci s'explique parce que la déclinaison de l'attraction est en moyenne de trois mètres,. Toujours situé au niveau du sol, le chenal est parcouru au total de millions de litres d'eau,. Le matin, la rivière rapide est mise en route. C'est alors que les pompes démarrent et se mettent à pomper avec une force énorme. Au moyen de virages et de poutres de différentes épaisseurs placées au fond de l'eau, le courant s'accélère et des vagues se forment. En moins de cinq minutes, l'attraction est prête à être utilisée. Au fil des ans, les constructeurs introduisent de nouveaux éléments pour le parcours de ses attractions : des systèmes ascensionnels verticaux, des chutes sur des pentes inclinées de type Shoot the Chute ainsi que des tourbillons.

### Parcours
Les passagers prennent place assis en cercle dans la nacelle d'embarcation, soit depuis un quai, soit depuis une plateforme rotative. Après avoir quitté la station, le radeau descend dans des eaux relativement calmes via un escalier roulant. Après avoir parcouru une distance de sécurité, l'embarcation pénètre dans des eaux turbulentes. Les rapides sont recréés dans les parcs d'attractions grâce à de grands tubes de cylindriques fixés au fond de l'eau. Plus ceux-ci sont volumineux, plus les rapides sont imposantes. À côté de celles-ci, les circuits sont également pourvus de cascades ou de générateurs de vagues. Enfin, des jets d'eau sous pression dont le but est d'asperger les passagers sont disséminés le long du parcours. Certains prennent la forme de pistolets à eau et sont actionnés par les passants sur les rivages. À la surface de l'eau, des cônes tournants et motorisés remettent les embarcations dans l'axe de la rivière.

## Modèles
Il existe deux familles de bouées :
Tout d'abord, les bouées « classiques » appelées rapids ride : après l'embarquement, les radeaux pneumatiques évoluent sur un chenal au niveau du sol. L'eau peut s'engouffrer dans l'embarcation et mouiller les passagers. Fjord Rafting et Piraña en sont deux exemplaires. Les constructeurs de ce type de bouées sont les suivants :
- Intamin - inventeur des bouées.
- ABC Engineering - constructeur également de spinning raft.
- Soquet - constructeur également de spinning raft.
- Hafema - inventeur du « tourbillon » sur le parcours.
- Swiss Rides
- Interlink
- Hopkins Rides
- Vekoma
- L&T Systems

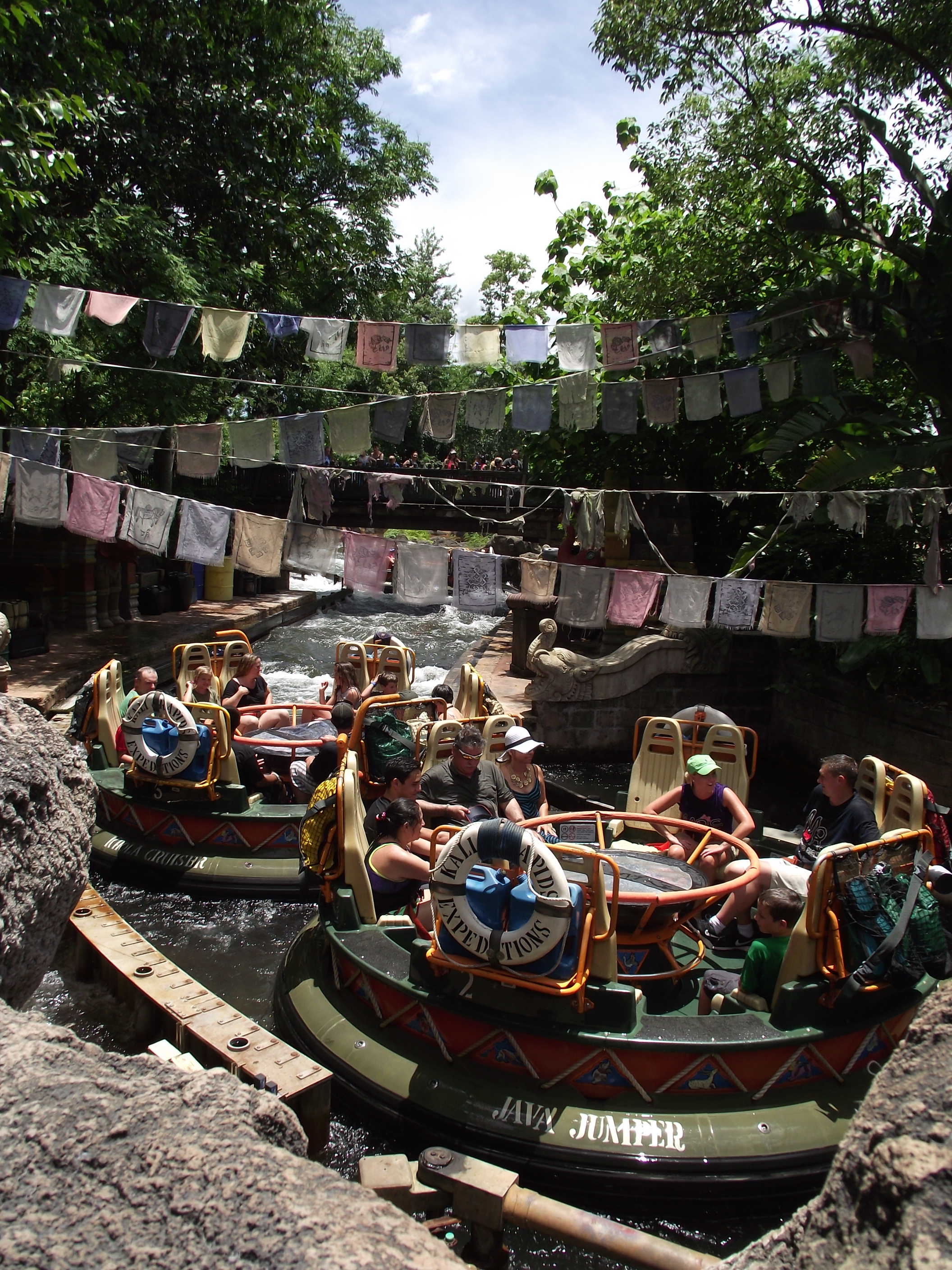
Kali River Rapids, Disney's Animal Kingdom
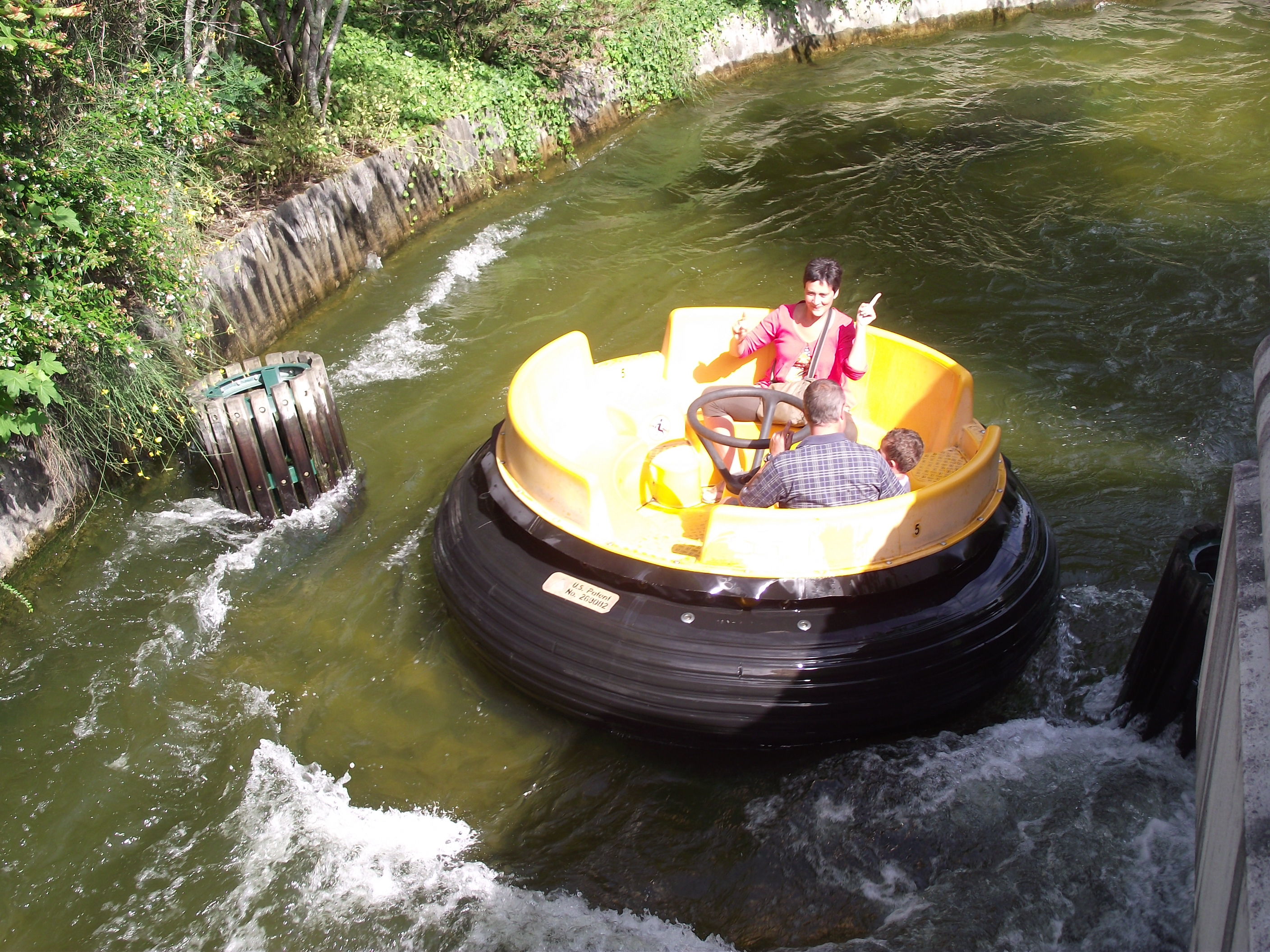
Embarcation 6 passagers de Walygator Sud-Ouest.
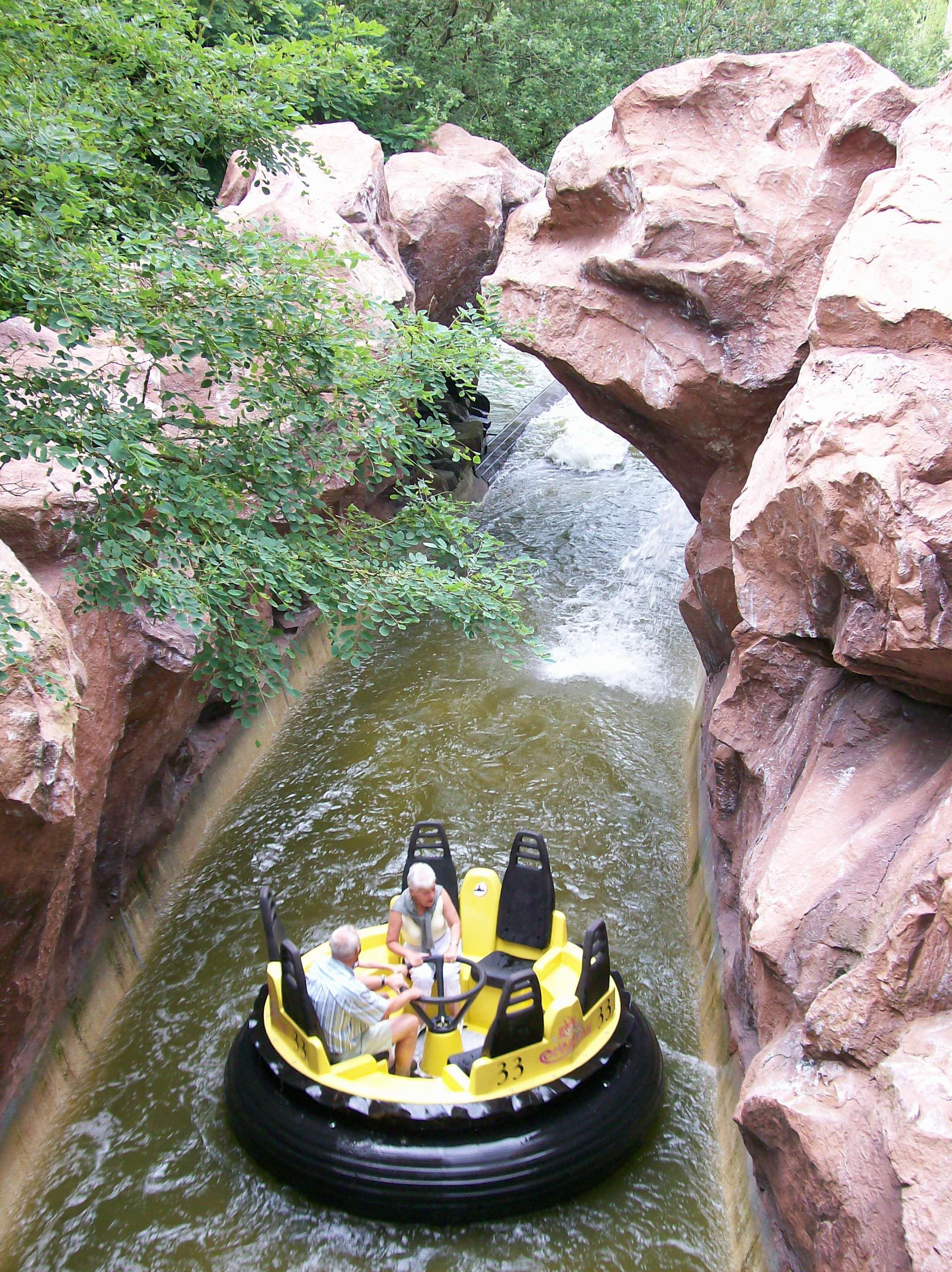
Piraña, 1er rapids ride d'Europe.

Ensuite, leur variantes appelées spinning raft : après l'ascension, les radeaux pneumatiques accèdent à un toboggan aérien sur lequel ils effectuent une descente en pente. Aux sensations de la descente elle-même, se rajoutent souvent celles de bosses ou de changements de direction inattendus. L'Oxygénarium en est un exemplaire. Les constructeurs de ce type de bouées sont les suivants :
- WhiteWater West (en) - constructeur du premier spinning raft.
- ABC Engineering - constructeur également de modèles transportables.
- Reverchon Industries - constructeur également de modèles transportables.
- Fabbri Group - constructeur également de modèles transportables.
- Zamperla
- Soquet
- Van Egdom

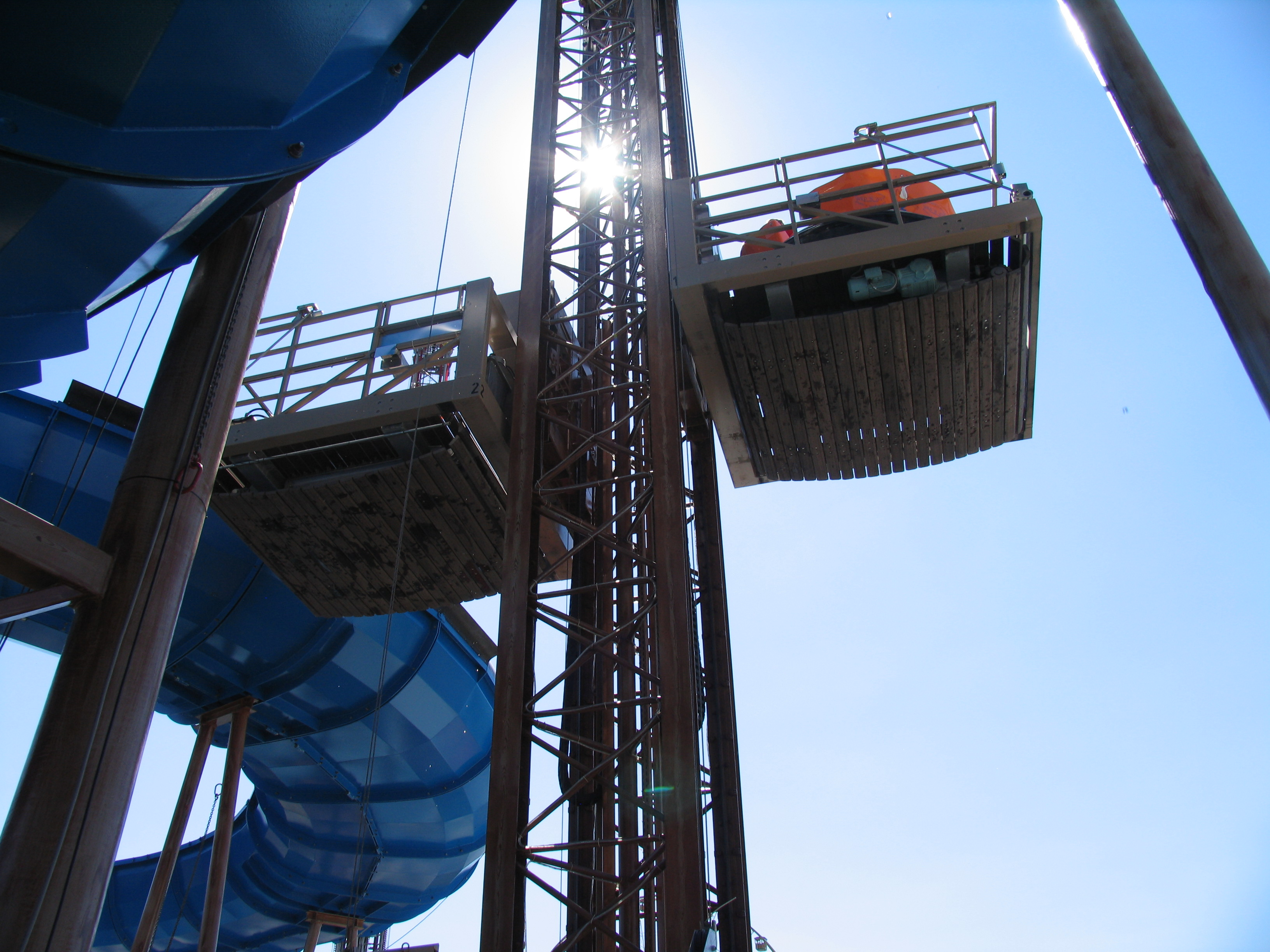
Accès au toboggan du spinning raft après ascension.
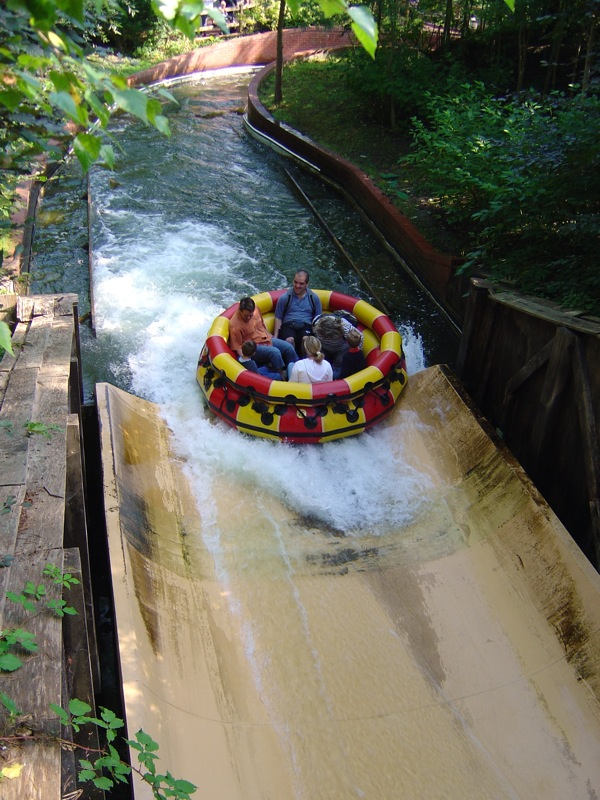
Fin du toboggan du spinning raft L'Oxygénarium.
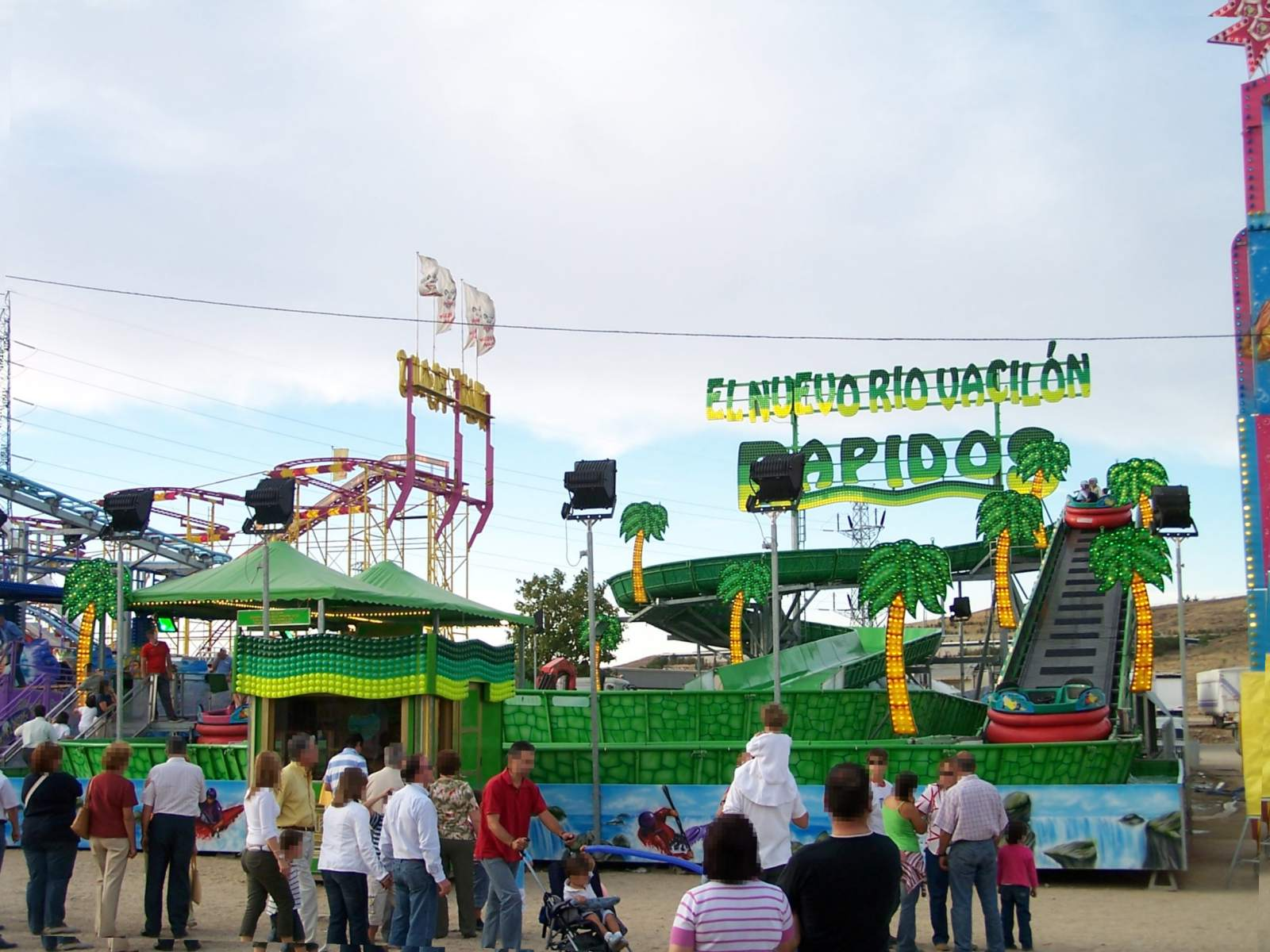
Petit spinning raft transportable de Reverchon.
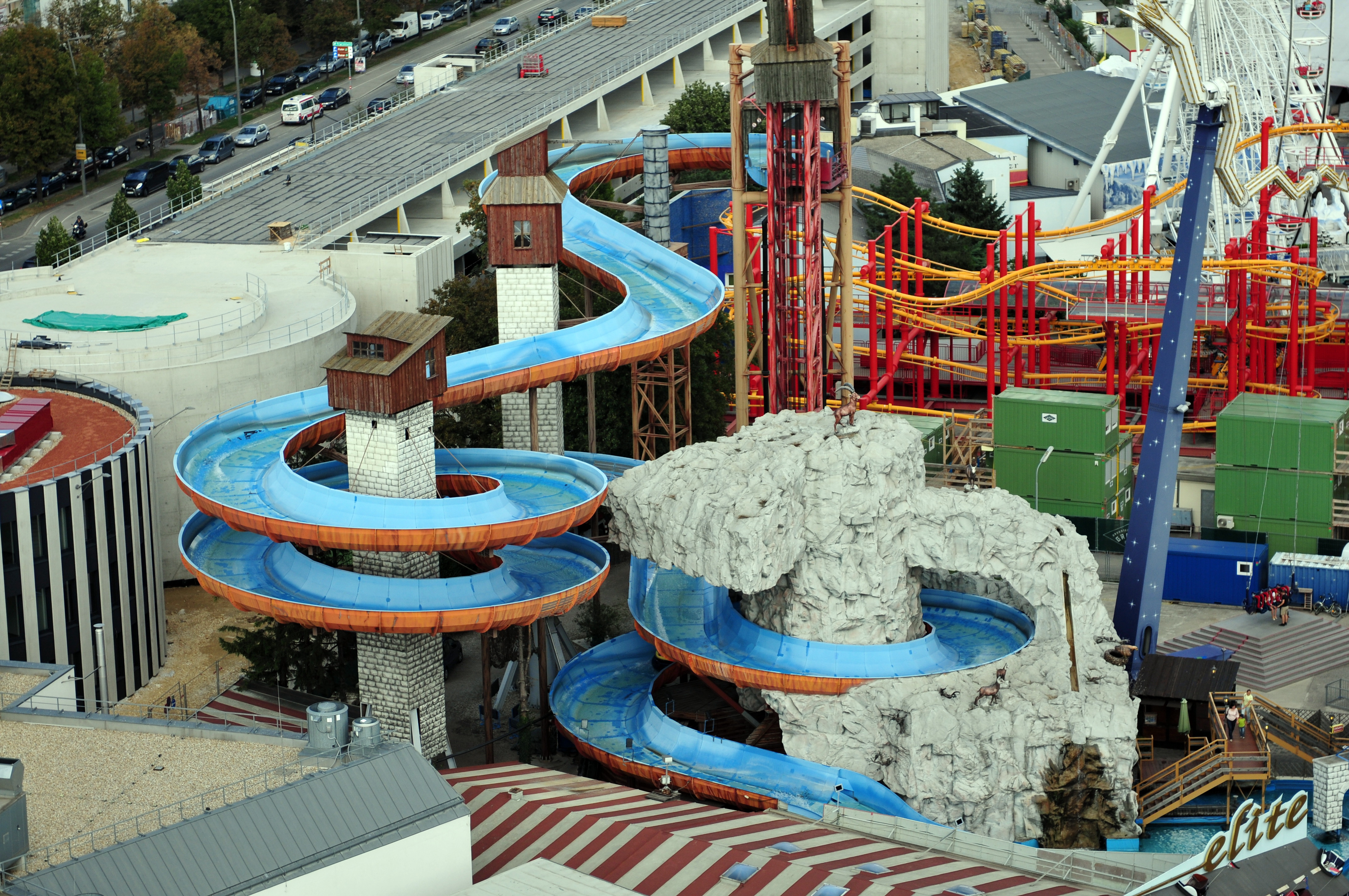
Toboggan aérien et ascenseur de spinning raft.

## Accident
Le 5 juillet 2006, un enfant belge de six ans meurt noyé dans l'attraction La Descente du Styx (qui est renommé Romus et Rapidus en 2007), au parc Astérix. L'enfant faisait partie d'un groupe de centre aéré, et avait embarqué sans moniteur, qui était dans une bouée suivante. Il a été clairement montré par plusieurs caméras de surveillance que l'enfant jouait sur la bouée sans tenir compte des mesures de sécurité.